# هارون بيريز
هارون بيريز (بالإنجليزية: Aaron Perez)‏ (28 أغسطس 1986 في الولايات المتحدة - ) هو لاعب كرة قدم أمريكي في مركز حراسة المرمى. لعب مع Orange County SC ‏ وOrange County SC U-23 ‏ وMinnesota United FC (2010–2016) ‏.

## وصلات خارجية
- هارون بيريز على موقع قاعدة بيانات كرة القدم.إي يو (الإنجليزية)